# Elisars
Els elisars (en llatí Elisari, en grec Elisaroi) foren un poble d'Aràbia que vivia a la regió de Bab al-Màndeb a la mar Roja, entre els cassaniti al nord i els homerites a l'est. Sota els àrabs van constituir la tribu dels Al-Asir al nord del Iemen, que van governar Asir.